# Maur Cocheril
Maur Cocheril, né le 30 juin 1914 à Vitré et mort le 25 novembre 1982 à l'abbaye Notre-Dame-du-Port-du-Salut, à Entrammes, près de Laval (Mayenne), est un moine trappiste français, spécialiste du chant grégorien, de l’héraldique et de l'histoire cistercienne (particulièrement des ordres militaires et des abbayes cisterciennes de la Péninsule Ibérique).

## Biographie
Maur Cocheril naît le 30 juin 1914 à Vitré. Après des études au grand séminaire de Soissons, il entre en août 1940 dans l'ordre trappiste en rejoignant l'abbaye Notre-Dame-du-Port-du-Salut, en Mayenne. Il y fait sa profession solennelle le 8 décembre 1945 avant d'être ordonné prêtre le 29 septembre 1946.
Il meurt à l'abbaye où il a fait profession le 25 novembre 1982.

## Œuvre
L'œuvre de Maur Cocheril est particulièrement abondante entre 1950 et l'année de sa mort, quelques inédits étant également publiés à titre posthume.
À son entrée à l'abbaye de Port-du-Salut et au début de ses travaux de recherche, Maur Cocheril se passionne surtout pour la paléographie musicale, plus particulièrement les manuscrits du Xe siècle, ainsi que les plus anciens manuscrits connus de chant cistercien ; dans ce cadre, il effectue un voyage d’études au Portugal, en 1953 ; au cours de ce voyage, il prend conscience de la méconnaissance de l'historiographie cistercienne pour tout ce qui concerne l'histoire de l'ordre de Cîteaux au Portugal, et prend la décision d'y consacrer ses recherches ; il commence à voyager de manière plus systématique à partir de 1958.

### Reconnaissance et critique
Le gouvernement portugais le décore en 1960 du titre de chevalier de l'Ordre du Christ pour l’ensemble de ses travaux (voir ci-dessous). En 1962, il entre au CNRS.
Les travaux du père Cocheril ont été relativement méconnus de certaines instances universitaires françaises, d'une part à cause de son statut de religieux et de son intérêt pour l'histoire ecclésiastique ; d'autre part, à cause de la relative interdisciplinarité de son œuvre, qui embrasse l'histoire religieuse et l'histoire de l'art.
À ses débuts, la méthode critique et très prudente du père Cocheril est contestée par quelques érudits, qui y voient surtout une remise en question des affirmations des chroniqueurs plus anciens, remise en question qui est parfois mal acceptée, notamment en Espagne. Au contraire, les spécialistes modernes de l'histoire cistercienne relèvent que la méthode scientifique de travail du moine trappiste a permis de mettre en évidence les erreurs et imperfections des travaux de ses devanciers et a largement fait avancer la recherche historiographique à ce sujet,.